# Abimelech (re di Sichem)
Abimelech o Abimelek (dall'ebraico “mio padre è re”; ... – ...) fu, secondo il racconto biblico, il primo re d'Israele nella città di Sichem e figlio del giudice Gedeone.

## Racconto biblico
Stando al Libro dei Giudici 9, Abimelech, fattosi eleggere re a Sichem dopo la morte del padre, fece strage di settanta suoi fratelli: solamente il più giovane, Iotam, riuscì a salvarsi. Governò per tre anni la città, ancora cananea, insieme ad altri insediamenti cananeo-ebraici circostanti. Cercò di imporsi con la forza come sovrano delle tribù israelite e mantenne un atteggiamento spregiudicato e spietato verso i possibili ostacoli alla sua ascesa.
A conferma della sua personalità, prettamente negativa, morì di morte violenta, mentre assediava la città di Tebes. In mezzo alla città c'era una torre fortificata dove si rifugiarono uomini e donne. Abimelech si accostò alla porta per appiccarvi il fuoco, ma una donna dall'alto della torre gli gettò in testa il pezzo superiore di una macina. spaccandogli così il cranio. Per la vergogna di essere stato ferito gravemente da una donna si fece uccidere dal suo scudiero.